# Ebbe Gilbe
Ebbe Einar Gilbe, född 12 februari 1940 i Örgryte församling i Göteborg, död 29 april 2008 i Kristianstad, var en svensk dokumentärfilmare.
Efter att ha varit trädgårdsmästare och mentalskötare på Vipeholm ägnade sig Gilbe åt dokumentärfilm. Hans filmer handlar ofta om människor i utsatta situationer. Sina erfarenheter från mentalvården använde han för att göra filmer om autistiska, utvecklingsstörda eller på annat sätt funktionsnedsatta.
År 1970 anställdes han på det då nystartade TV2. 1988 gjorde han långfilmsdokumentären Så går ett år om Sjöbo kommun, som under filmandets gång kom att uppmärksammas för en folkomröstning om flyktingmottagande. 
Efter 20 år på SVT blev Gilbe frilansfilmare. 1996 gjorde han Liten Mässa för Svinen tillsammans med filmfotografen Thomas Frantzén. Hösten 1999 färdigställde han dokumentärserien I en annan värld som bestod av tre filmer om autism: Tommy och katastrofen, Kennie och människovärdet och Fredrik och verkligheten. Hans sista film blev Drömmen om det goda livet (2007) om den tyska semesterön Rügen.

## Filmer (urval)
- 1981 – Höst, snart vinter, Skåne 1980
- 1982 – Mot bistrare tider
- 1988 – Så går ett år - Tiden i Sjöbo
- 1992 – En gång i Sverige
- 1994 – Genom himlen över jorden
- 1996 – Liten mässa för svinen
- 1997 – Skärvor - dagar, år
- 1999 – I en annan värld (Trilogi)
- 1999 – Punktering
- 2002 – Under cirkuskupolen (Det drömmar är gjorda av)
- 2007 – Drömmen om det goda livet